# Алёшина, Татьяна Владимировна
Татья́на Влади́мировна Алёшина (род. 3 июля 1961, Нежин) — российский композитор, музыковед, певица, театральный деятель, художник, поэт. Музыкальный руководитель Санкт-Петербургского государственного Театра марионеток имени Е. С. Деммени. Заслуженный работник культуры Российской Федерации (2010).

## Биография
Родилась в городе Нежине Черниговской области Украинской ССР. Через три месяца семья переехала на Урал, в Челябинск-40, затем в Тульскую область, а в начале 1970-х годов — в Курган.
Занимается музыкой с шести лет. Окончила музыкальную школу по классу фортепиано и Курганское музыкальное училище по специальности «Теория музыки» (1980).
С 1980 года — опыты в области камерной инструментальной музыки.
С 1981 года пишет музыку к спектаклям. В 1982 году стала заведующей музыкальной частью в курганском театре «Кукла».
В 1987 году окончила Уральскую государственную консерваторию им. М. П. Мусоргского в Свердловске по специальности «Музыковедение».
После окончания консерватории вместе с театром переехала в Ленинград. Гастролировала с театром в Глазго, Мюнхене, Штутгарте.
В 1993 году получила первую премию на Санкт-Петербургском фестивале неформальных театров как художник спектакля.
С 1994 года работает в Санкт-Петербургском государственном Театре марионеток имени Е. С. Деммени, сначала репетитором по вокалу, а с 1996 года — заведующей музыкальной частью. Первый спектакль с музыкой Татьяны Алёшиной «Сказки Андерсена» в постановке Е. Угрюмова был удостоен Высшей театральной премии Санкт-Петербурга «Золотой софит» за лучшую музыку к спектаклю. Музыка Татьяны Алёшиной звучит почти в сорока спектаклях Театра марионеток им. Деммени и других театров России. Одна из интереснейших и сложных работ — «Сказка о рыбаке и рыбке», поставленная к 200-летию Пушкина в Школе русской культуры города Сургута, где в музыкальном оформлении спектакля участвовали хор, актёрская группа, фольклорный ансамбль, симфонический, духовой оркестры и оркестр народных инструментов.
С 1992 года сотрудничает с театром музыки и поэзии Елены Камбуровой. Песни Татьяны Алёшиной вошли в репертуар Елены Камбуровой. Чуть ранее произошло знакомство Алёшиной с Еленой Фроловой, Александром Деревягиным и Николаем Якимовым. В 1993 году все четверо объединились в Творческий союз «АЗиЯ».
В репертуаре песни, романсы и вокальные циклы на стихи русских и зарубежных поэтов: Рильке, Ахматовой, Пушкина, Блока, Кирсанова, Седаковой, армянских, грузинских, латиноамериканских поэтов; песни на собственные стихи. Кроме того пишет рассказы, сказки, стихи, пьесы.
В 2001 году петербургское издательство «Вита Нова» выпустило сборник стихов и рассказов Татьяны Алёшиной «Человек на подоконнике».
В 1993—1995 годах Валерием Мустафиным на студии «Сибирский тракт» (Казань) записаны 3 аудиокассеты Татьяны Алёшиной.
К 2009 году вышли в свет 6 сольных музыкальных альбомов: «Не о любви прошу» («АЗиЯ-плюс», 2000), «Ветер с севера» («АЗиЯ-плюс», 2002), «Петербургский альбом» («АЗиЯ-плюс», 2003), «Песни-фантазии» («АЗиЯ-плюс», 2005), «Где ты, отчий дом…» («АЗиЯ-плюс», 2007), «Полночные стихи» («АЗиЯ-плюс», 2009)
Член Союза театральных деятелей России.

## Награды
- Заслуженный работник культуры Российской Федерации (29 декабря 2010) — за заслуги в области культуры и многолетнюю плодотворную работу[2].
- Премия Правительства Российской Федерации в области культуры, 17 декабря 2014 года, за воссоздание фронтового спектакля Е. Деммени «Юный фриц» по сатирическому памфлету С. Маршака[3].
- Благодарность Законодательного собрания Санкт-Петербурга (1 апреля 2009) — за существенный личный вклад в развитие культуры и искусства в Санкт-Петербурге, многолетнюю добросовестную профессиональную деятельность и в связи с 90-летием со дня основания Санкт-Петербургского государственного учреждения «Санкт-Петербургский государственный театр марионеток имени Е. С. Деммени»[4].
- Дважды лауреат премии «Золотой софит» (1996, 2010) в номинациях «Лучшая музыка к спектаклю»;
- Специальный диплом жюри свердловского областного конкурса на лучшую театральную работу года «Браво! — 2020» как композитору спектакля «Собака Камень» в Екатеринбургском театре кукол[5].

## Дискография
- 1995 — На карте звёздного неба
- 1995 — По белому пути
- 1998 — Договоримся о встрече
- 2000 — Не о любви прошу
- 2002 — Ветер с севера
- 2002 — Seconda Parte (ТС АЗиЯ)
- 2003 — Петербургский Альбом
- 2005 — Улица Мандельштама (ТС АЗиЯ)
- 2005 — Песни-фантазии
- 2007 — Где ты, отчий дом…
- 2009 — Полночные стихи. Песни и романсы на стихи Анны Ахматовой